# Caparrapí
Caparrapí, oficialmente Villa de Caparrapí, es un municipio colombiano del departamento de Cundinamarca, ubicado en la Provincia del Bajo Magdalena, a 172 km al noroeste de Bogotá. La temperatura media anual es de 23 °C y la altitud media de la cabecera municipal es de 1271 m s. n. m.

## Toponimia

### Origen lingüístico[4]
- Familia lingüística: Caribe
- Lengua: Colima

### Significado
El topónimo «Caparrapí», en lengua colima, significa «habitante de los barrancos», y proviene de las palabras caparra, «barranco, lodo» y pi, «habitante». [cita requerida] La palabra  hace referencia a quienes habitan un lugar lodoso o barranco y se nombran caparrapies.

### Origen / Aproximación
El municipio tomó su nombre por la comunidad indígena de los Caparrapíes, habitantes de la región, lugar que se caracteriza por tener una topografía quebrada y profunda, con ramificaciones de la cordillera Oriental.

### Nombres históricos
- Santiago de Caparrapí

## Historia
El asentamiento de los indígenas caparrapíes estaba en la confluencia de la quebrada Guatachí con el Río Negro, distante del lugar actual.
En los primeros días de 1560,  Antonio de Toledo fundó y pobló la Villa de Caparrapí por orden de Real Audiencia de Santafé, en la colina del mismo nombre. La fundación también se le atribuye a don Gutiérrez de Ovalle, en 1562, cuando trasladó el emplazamiento de La Palma. Estas fundaciones se refieren a La Palma, en los diferentes sitios que estuvo, mas no a Caparrapí, que inicialmente no fue Villa sino pueblo de indios.
Caparrapí fue erigido en parroquia el 7 de agosto de 1819. Para este efecto, Francisco Javier Beltrán llevó indígenas del pueblo de Parri, de los cuales Vicente Lumbraño, Toribio Ostos y Juan Quijano juraron ser naturales de Caparrapí, sin haber dado noticias del fundador del pueblo, que antes se llamó El Valle. El área de población fue cedida por José María Clavijo y José María Graterol. Fue su apoderado para erigirlo en municipio Menandro Hernández (no se da fecha).
En agosto de 1935 se segregó de su territorio al municipio de Puerto Salgar.

## Geografía
Caparrapí está localizado al noroccidente del departamento de Cundinamarca; su cabecera municipal se encuentra ubicada en la ladera de la cuenca del río Pata, situada a los 5°21” de latitud norte y 74°30” de longitud oeste del meridiano de Greenwich a 1250 metros sobre el nivel del mar. Tiene una extensión total de 616 396 km²
Esta localidad se encuentra ubicada sobre la cordillera oriental en el sistema montañoso de Los Andes. Caparrapí se encuentra en la cuenca del Río Negro, a una distancia de 172 km de Bogotá. 

### Límites
Caparrapí está delimitado por los siguientes municipios:
| Noroeste: Puerto Salgar (Río Negro)         | Norte: Yacopí (Río Macopay) | Nordeste: Yacopí          |
| Oeste: Límite entre Puerto Salgar y Guaduas |                             | Este: La Palma            |
| Suroeste: Guaduas                           | Sur: Guaduas (Río Negro)    | Sureste: Útica (Río Patá) |

La extensión de las fronteras municipales corresponde: con Yacopí de 26,1 km. con Puerto Salgar de 22,7 km; Guaduas de 33,8 km; con Útica de 7,54 km y con La Palma de 28,81 km.

### División político-administrativa
Además de su cabecera municipal, tiene bajo su jurisdicción los siguientes centros poblados:
- Cambras
- Cáceres
- Cámbulo
- Córdoba
- El Dindal
- La Azauncha
- San Carlos
- San Pablo
- San Pedro
- San Ramón Alto
- Tatí

### Veredas
Además, el municipio está compuesto con las siguientes veredas:
Alterón Sur, Alto de Melos, Hoya del Chipal, Alto del Gramal, Alto de Ruedas, La Chorrera, La Florida, Barranquillas, La Montaña, Barrial Amarillo, La Unión - Las Pilas, Boca de Monte, Morieles, Novilleros, Cañabraval, La Oscura, Otumbe, Charco de los Indios, Palacios Alto, El Cajón, Palacios Bajo, El Caliche, Palenque, El Cural, Parri, El Chorro, Patalinares, El Guadual - Potrero, El Guamal, Sabaneta, Cuatro Caminos, Santa Inés, Suzne, El Silencio, Trapiche Viejo, El Zarbal, Buena Vista, El Capote, La Paulina, La Tomita, Loma Redonda, Tierra Negra, Tierreros, Alto de Brisas, Acuapal, Alterón Norte, El Pedregal, El Valiente, Gracias, La Calaca, La Laja, La Morada, La Pita, Trapiche Guayabillo, Volcanes, El Oso, Cáceres, Mata de Guadua, Salinas, Taticito, Nacopay, Acuaparales, Alto del Ramal, Cedrales, Culatas, El Tostado, Estoraques, Galindos, La Fría, La Miel, Mata de Plátano, Mesetas, Naranjos, Potosí, San Pedro Bajo, San Pedro Alto, Alto de Camachos, Barro Blanco, El Pisco, El Retiro, La Azauncha, La María, Loma de Aldanas, Las Balsas, Boca de Monte Lajas, Trapiche, El Dindal, Tembladal, Salsipuedes, El Chorrillo, Juntas, Montaña Negra, San Gil, Canchimay, Las Vueltas, Puerto Colombia, San Cayetano, Alto de la Punta, Higueronal, Peñalosa, La Ceiba, El Roble.

## Infraestructura
En la actualidad la población de Caparrapí se dedica a la producción de panela y a la ganadería.
En 2013 fue inaugurada la vía de 16 kilómetros que conecta Caparrapí a la Ruta del Sol. Por otra parte, la proyectada ampliación de la vía La Aguada-Caparrapí, permitiría la realización de la vía Zipaquirá-Pacho-La Palma-Caparrapí y de esta forma quedaría conectado el tramo El Dindal-Caparrapi- Sabana Centro de Cundinamarca con la Ruta del Sol.